# Desbridamento

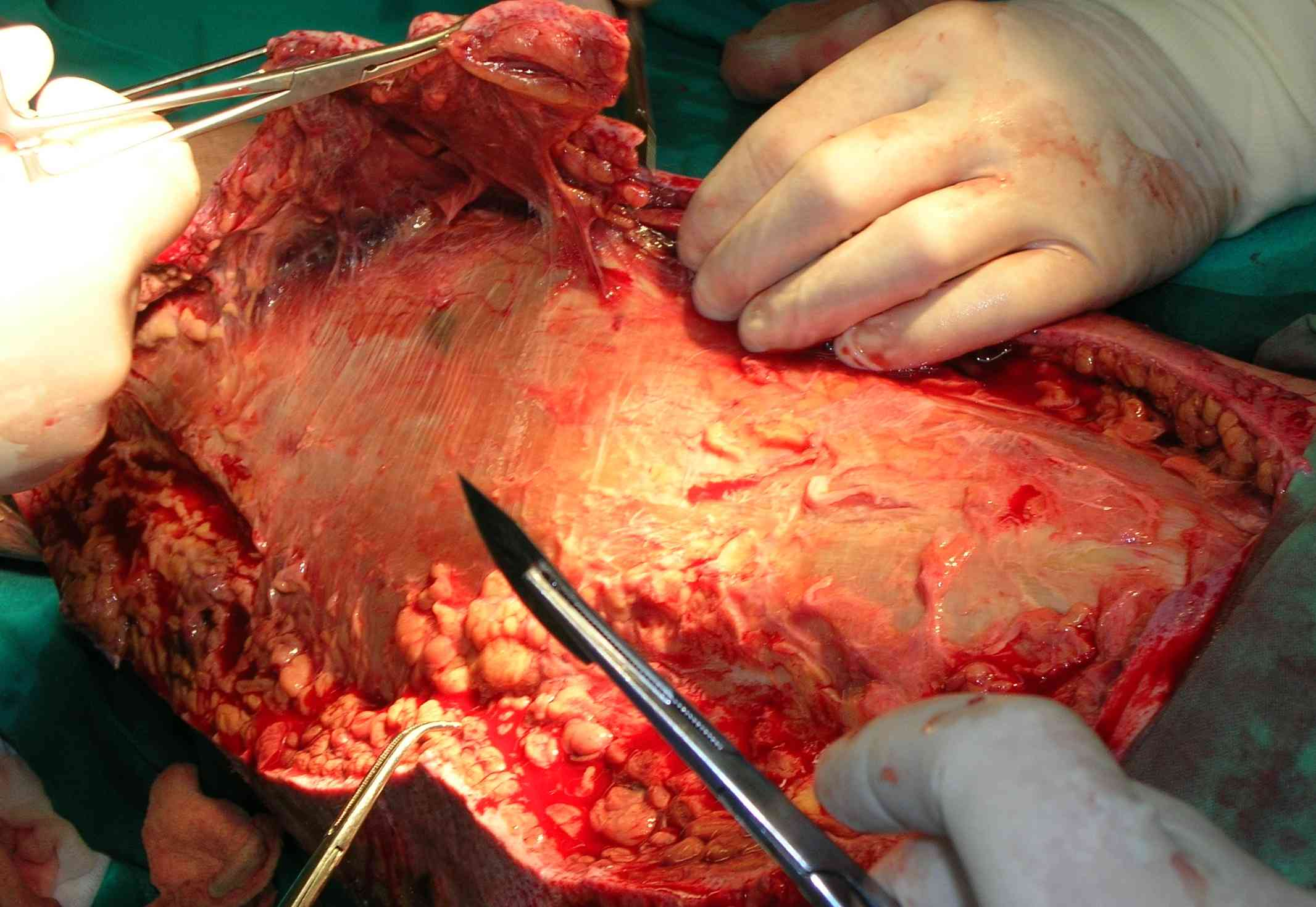
Tecido necrótico da perna esquerda está sendo desbridado cirurgicamente em um paciente com fasceíte necrotizante.

Desbridamento ou debridamento, em medicina, é a remoção de tecidos desvitalizados para preparar o leito da ferida para a cobertura definitiva. O desbridamento tem três objetivos principais, que são remover o tecido necrosado ou matéria estranha do leito da ferida, otimizando potencial de cura, prevenir a infecção e corrigir a restauração irregular do ferimento.

## Tipos

### Desbridamento mecânico
O desbridamento mecânico é uma forma mecânica ou uma força externa, usada para remover tecido necrosado. É utilizado um gaze com soro fisiológico e colocado sobre a ferida. Após secada, a ferida é removida com auxilio de uma pinça. O processo é rápido porém doloroso, a ponto de necessitar uma anestesia. 

### Desbridamento químico ou enzimático
O desbridamento enzimático ou químico envolve a utilização de enzimas proteolíticas (por exemplo papaína, colagenase) que estimulam a degradação do tecido desvitalizado; é um processo seletivo e pouco agressivo.